# Cyclarhis
A Cyclarhis a madarak osztályának verébalakúak (Passeriformes) rendjébe és a lombgébicsfélék (Vireonidae) családjába tartozó nem.

## Rendszerezésük
A nemet William John Swainson írta le 1826-ban, az alábbi 2 faj tartozik ide:
- barnafejű gébicsvireó (Cyclarhis gujanensis)
- feketecsőrű gébicsvireó (Cyclarhis nigrirostris)

## Előfordulásuk
Mexikó, Trinidad és Tobago, valamint Közép-Amerikában és Dél-Amerika északi részén honosak. A természetes élőhelyük a szubtrópusi vagy trópusi erdők, szavannák és cserjések. Állandó, nem vonuló fajok.

## Megjelenésük
Testhosszuk 16 centiméter körüli, testtömegük megközelítőleg 30 gramm.

## Életmódjuk
Valószínűleg rovarokkal és pókokkal táplálkoznak. Nem tudunk sokat az életmódjukról ezeknek a madaraknak, de azt tudjuk, hogy pohár alakú fészküket magasra építik a fákra.